# Djebel Cheracher
Le djebel Cheracher est une montagne en Algérie. Elle est située dans la wilaya de Naâma, dans le Nord-Ouest du pays, à 600 km au sud-ouest de la capitale Alger. Le sommet du djebel Cheracher a une altitude de 1 721 mètres, soit 421 mètres au-dessus du terrain environnant. Sa base a une largeur de 7 km.
Le terrain autour du djebel Cheracher est principalement accidenté mais, au sud-est, il est plat. Le sommet plus élevé le plus proche est Râs ech Chergui, avec ses 2 053 mètres d'altitude. Il se trouve à 10 km. Les alentours du djebel Cheracher sont très peu peuplés, avec 4 habitants par kilomètre carré. La ville la plus proche est Aïn Sefra, à 17,5 km. Les environs du djebel Cheracher forment essentiellement un paysage ouvert de brousse. La région possède peu de sources d'eau.
La température moyenne annuelle est de 21 °C. Le mois le plus chaud est le mois de juillet, avec une température moyenne de 32 °C, et le plus froid, en janvier, avec 10 °C. La moyenne des précipitations annuelles est de 290 millimètres. Le mois le plus pluvieux est novembre, avec des précipitations moyennes de 89 mm, et le plus sec, en juin, avec 5 mm.